# Gustaf Stenberg
Jonas Gustaf Stenberg, född 18 februari 1801 i Umeå, död 22 december 1851 i Umeå socken, var en svensk lantmätare.
Gustaf Stenberg växte upp i en intellektuell prästgårdsmiljö på Backen utanför Umeå; hans far var Pehr Stenberg och modern Elisabeth Turdfjæll var syster till justitiekansler Jonas Gustaf Turdfjæll. 
Stenberg blev kommissionslantmätare 1824 och andre lantmätare 1838. År 1845 utnämndes han till förste lantmätare och blev chef för avvittringen i Västerbottens län. Stenberg lät 1825 uppföra herrgården Tegsgården på Östteg, söder om Umeälven.
Gustaf Stenberg omkom efter ett försök att rädda lantmäterihandlingar då hans fädernegård Hagalund – dit familjen flyttat 1839 – eldhärjades.
Gustaf Stenberg var gift med Sophie Strinnholm (1791–1863), som var dotter till förste lantmätaren Anders Magnus Strinnholm och hans hustru Beata Zimmerman samt syster till akademiledamoten Anders Magnus Strinnholm. Stenberg var bror till häradshövding Carl Erik Stenberg.